# Konstantinplatz 19 (Mönchengladbach)

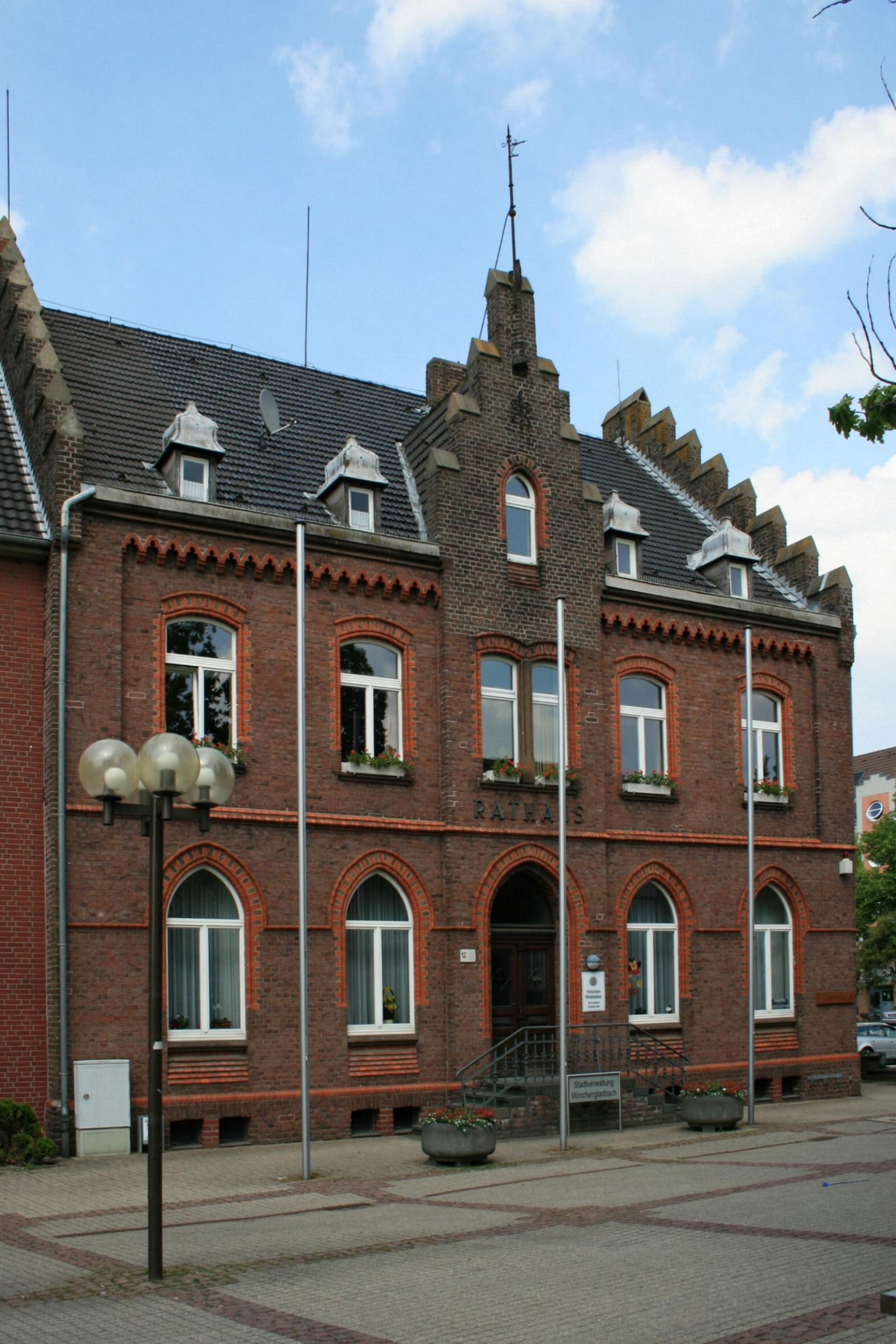
Rathaus Giesenkirchen (2010)

Das Rathaus Konstantinplatz 19 steht im Stadtteil Giesenkirchen in Mönchengladbach (Nordrhein-Westfalen).
Das Gebäude wurde 1893 erbaut. Es wurde unter Nr. K 024 am 24. September 1985 in die Denkmalliste der Stadt Mönchengladbach eingetragen.

## Architektur
Im Ortszentrum von Giesenkirchen bildet neben der Kirche das Rathaus in historische und architektonischer Hinsicht die wichtigste städtebauliche Dominanz des Konstantinplatzes.
Das Objekt ist ein zweigeschossiges, traufenständig über rechteckigem Grundriss errichtetes Backsteingebäude aus der Zeit um 1900 in neogotischen Formen mit hellrot abgesetzter Formsteingliederung. Das Gebäude besitzt einen niedrigen Kellersockel ein ausgebautes Satteldach mit seitlichen Treppengiebeln. Die Schaufassade ist fünfachsig symmetrisch gegliedert und besitzt einen übergiebelten einachsigen Mittelrisalit.
Schlichter, mit einfachen Mitteln um eine angemessen repräsentative Gestaltung bemühter Rathausbau des Historismus, der als bauliches Dokument für die ehemalige kommunale Selbstständigkeit der Bürgermeisterei Schelsen ortsgeschichtlich von großer Bedeutung ist.